# Carl Geyling

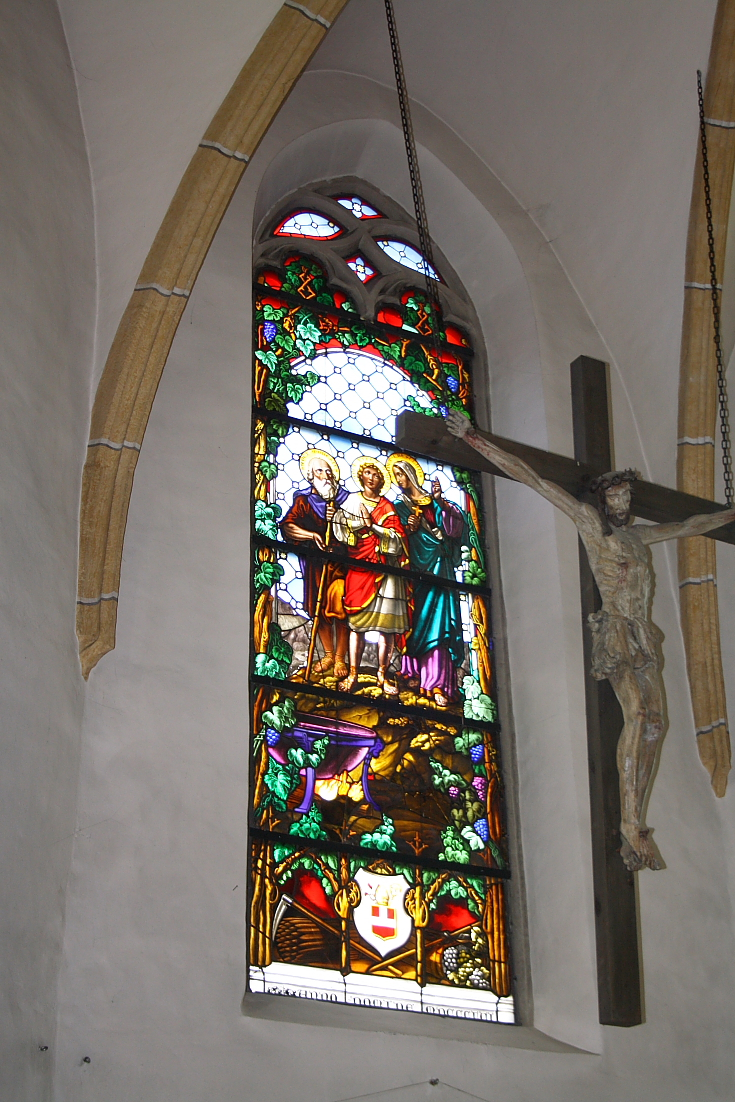
Kritzendorfi plébániatemplom üvegablaka

Carl Geyling (magyarosan: ’’Geyling Károly’’, teljes nevén Carl Franz Michael Geyling) (Mariahilf, 1814. február 23. – Bécs, 1880. január 2.) osztrák üvegfestő.

## Életpályája
Josef Geyling (1799–1885) festő fivére volt. A bécsi Akadémián tanult tájképfestészetet A. Petternél és J. Mössmernél. 1839-ben Olaszországba utazott, hogy megismerkedjen az ottani templomi festészettel. 1840-ben a laxenburgi kastélyban üvegre festendő tájképekre kapott megbízást. 1841-ben Bécsben - máig fennálló - üvegfestő műhelyt alapított.

## Művei
- Tőle való a kassai székesegyház 13, a pozsonyi koronázási kápolna 9 festett ablaka, több más Esztergomban, Pannonhalmán stb.
- Nevezetes művei továbbá: 10 nagy ablak a bécsi Szt. István templomban Jobst, Führich és mások rajzai nyomán, a bécsi Votivkirche ablakai, Klosterneuburg - az apátság ablakai, valamint a párizsi német templom 3 ablaka.